# Marco Zullo

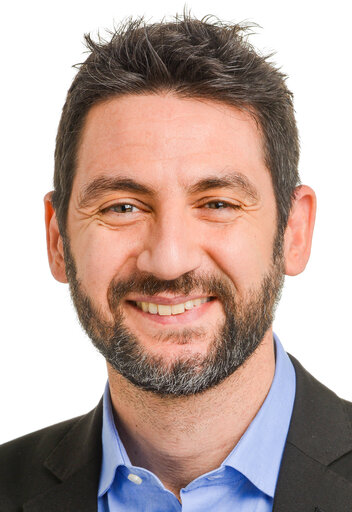
Marco Zullo, 2019

Marco Zullo (* 29. Oktober 1978 in Verona) ist ein italienischer Politiker (parteilos, ehemals MoVimento 5 Stelle, M5S). Er ist seit 2014 Abgeordneter im Europäischen Parlament und wurde 2019 wiedergewählt.

## Leben
Zullo studierte von 1997 bis 2005 Automatisierungstechnik an der Universität Padua und war 2014 Produktmanager bei einem multinationalen Unternehmen.

### Europaparlament
2014 kandidierte Zullo erfolgreich für M5S im Wahlkreis Nord-Ost-Italien. Er sei gegen die Unterwerfung „der nationalen, regionalen und kommunalen Politik unter das Diktat des Europäischen Parlaments“ und für ein Europa ist, das „wirklich die Summe der Gebiete ist, aus denen es besteht“.
Im Europaparlament ist Zullo seit 2015 Mitglied im Ausschuss für Binnenmarkt und Verbraucherschutz, seit 2019 im Ausschuss für die Rechte der Frauen und die Gleichstellung der Geschlechter, von 2014 bis 2019 im Ausschuss für Landwirtschaft und ländliche Entwicklung, von 2014 bis 2015 in der Delegation für den Parlamentarischen Stabilitäts- und Assoziationsausschuss EU-Montenegro und seit 2019 in der Delegation für den Parlamentarischen Stabilitäts- und Assoziationsausschuss EU-Albanien.
Von 2014 bis 2019 war Zullo mit den anderen M5S-Abgeordneten Mitglied der Fraktion Europa der Freiheit und der direkten Demokratie. Nach der Wahl 2019 blieben die M5S-Abgeordneten fraktionslos. Zullo verließ im März 2021 die Partei und schloss sich der liberalen, pro-europäischen Renew-Europe-Fraktion an.